# Història de la física
La història de la física intenta explicar la natura i els fenòmens que, des de la més remota antiguitat, es tracten de comprendre: el pas de les estacions, el moviment dels cossos i dels astres, els fenòmens climàtics, les propietats dels materials, etc. Les primeres explicacions van aparèixer en l'antiguitat i es basaven en consideracions purament filosòfiques, sense verificar experimentalment. Algunes interpretacions falses, com la feta per Ptolemeu en el seu famós Almagest ("La Terra és al centre de l'univers i al voltant d'aquesta giren els astres") van perdurar durant segles.

## Física antiga
Els xinesos, els babilonis, els egipcis i els maies van observar els moviments dels planetes i van assolir de predir els eclipsis, però no van aconseguir de trobar un sistema que expliqués el moviment planetari. Les especulacions dels filòsofs grecs van introduir dues idees fonamentals sobre els components de l'univers, oposades entre si: l'atomisme, proposat per Leucip i Demòcrit en els segles IV i V aC, i la teoria dels elements, formulada durant el segle V aC. A Alexandria, el centre científic de la civilització occidental durant el període hel·lenístic, n'hi hagué notables avenços. Allí, el matemàtic i inventor grec Arquimedes dissenyà amb palanques i cargols diversos aparells mecànics pràctics i va amidar la densitat d'objectes sòlids submergint-los en líquid. Altres científics grecs importants d'aquella època van ser l'astrònom Aristarc de Samos, que trobà la relació entre les distàncies de la Terra al Sol i de la Terra a la Lluna; el matemàtic, astrònom i geògraf Eratòstenes, que calculà la circumferència de la Terra i elaborà un catàleg d'estrelles, i l'astrònom Hiparc de Nicea, que descobrí la precessió dels equinoccis. En el segle ii, l'astrònom, matemàtic i geògraf Claudi Ptolemeu proposà el sistema que duu el seu nom per a explicar el moviment planetari. En el sistema de Claudi Ptolemeu, la Terra és al centre i el Sol, la Lluna i les estrelles giren al seu voltant en òrbites circulars.

## Física a l'edat mitjana
Durant l'edat mitjana es van produir pocs avenços, tant en la física com en les altres ciències. No obstant això, savis àrabs com Averrois o com Ibn an-Nafís van contribuir a la conservació de molts tractats científics de la Grècia clàssica. En general, les grans universitats medievals fundades a Europa pels ordes monàstics a partir del segle xiii no van suposar un gran avenç per a la física o altres ciències experimentals. El filòsof escolàstic i teòleg italià Tomàs d'Aquino, per exemple, tractà de demostrar que les obres de Plató i Aristòtil eren compatibles amb les Sagrades Escriptures. El filòsof escolàstic i científic britànic Roger Bacon fou un dels pocs filòsofs que va defensar el mètode experimental com l'autèntica base del coneixement científic; també va investigar en astronomia, química, òptica i disseny de màquines.

## Física clàssica

Algunes forces de la física clàssica

La física clàssica inclou les branques tradicionals i temes que foren reconeguts i prou ben desenvolupats abans del començament del segle xx:
- Mecànica: s'ocupa dels cossos sobre els quals actuen les forces i altres cossos en moviment i es pot dividir en estàtica (estudi de les forces sobre un o més cossos en repòs), cinemàtica (estudi del moviment sense importar-ne la causa) i dinàmica (estudi del moviment i les forces que l'afecten); alhora, la mecànica pot dividir-se en mecànica dels sòlids i mecànica dels fluids. Aquesta última comprèn branques com la hidroestàtica, la hidrodinàmica, l'aerodinàmica i la pneumàtica.
- L'acústica: l'estudi del so; sovint es considera una branca de la mecànica perquè el so és degut al moviment de les partícules d'aire, o un altre medi, a través del qual les ones sonores poden viatjar i, per tant, pot explicar-se en termes de lleis de la mecànica. Entre les branques més modernes de l'acústica es troba la ultrasònica, que és l'estudi de les ones sonores a molt alta freqüència, més enllà del que pot percebre l'oïda humana.
- L'òptica: l'estudi de la llum; s'encarrega no sols de la llum visible sinó també de la radiació infraroja o la ultraviolada, les quals manifesten tots els fenòmens de la llum visible excepte la visibilitat, és a dir, reflexió, refracció, interferència, difracció, difusió (vegeu espectre electromagnètic) i polarització.
- La termodinàmica: s'encarrega de les relacions entre la calor (l'energia interna que contenen les partícules de les quals es compon una substància) i altres formes d'energia.
- L'electromagnetisme: ha estat estudiat com una branca de la física des que fou descoberta la connexió entre l'electricitat i el magnetisme a principis del segle xix. Un corrent elèctric crea un camp magnètic i un camp magnètic canviant provoca la inducció d'un corrent elèctric. L'electroestàtica tracta les càrregues elèctriques en repòs, l'electrodinàmica les càrregues en moviment i la magnetoestàtica els pols magnètics en repòs.

## Física moderna
La major part de la física clàssica es preocupa per la matèria i l'energia a una escala normal d'observació; per contra, molta de la física moderna (és a dir, els canvis que portaren les revolucionàries teories de principis del segle xx al món dels físics) s'ocupa del comportament de la matèria i l'energia sota condicions extremes (a velocitats lumíniques o pròximes a la de la llum), o en una escala molt gran o molt menuda. Per exemple, la física atòmica i la nuclear estudien la matèria a l'escala més menuda en què poden identificar-se els elements químics. La física de partícules treballa a una escala més menuda encara, i s'encarrega de les unitats més bàsiques de la matèria. Aquesta branca de la física és també coneguda com a física d'alta energia per les energies extremadament elevades que són necessàries per a produir molts dels tipus de partícules en enormes acceleradors de partícules. A aquesta escala, no són vàlides les nocions d'espai, temps, matèria i energia a què estem acostumats.
Les dues teories principals en la física moderna presenten un diferent panorama dels conceptes de temps, espai i matèria del que presentava la física clàssica. La teoria quàntica s'ocupa de la natura discreta (en comptes de contínua) de molts fenòmens a nivell atòmic i subatòmic, i dels aspectes complementaris de les ones i partícules en la descripció d'aquests fenòmens. La teoria de la relativitat tracta de la descripció dels fenòmens que ocorren en el marc de referència que es troba en moviment respecte a un observador; la teoria especial de la relativitat s'encarrega del moviment uniforme en un espaitemps pla i d'objectes movent-se a la velocitat de la llum o a prop, i la teoria general de la relativitat del moviment accelerat relativament en l'espaitemps corbat i la seua connexió amb la gravitació. Tant la teoria quàntica com la de la relativitat troben aplicacions en totes les àrees de la física moderna.

## Física teòrica i experimental
La cultura de la investigació física difereix de les altres ciències en la separació de teoria i experiment. Des del segle xx, la major part dels físics s'han especialitzat o bé en física teòrica o bé en física experimental, i en el segle xx molt pocs han tingut èxit en ambdós camps d'investigació. En contrast, quasi tots els teòrics que han triomfat en biologia i química han estat també experimentadors.
En línies generals, els teòrics busquen desenvolupar teories que descriguin i interpretin resultats experimentals existents i prediguin amb èxit resultats futurs, mentre que els experimentadors ideen i realitzen experiments per explorar nous fenòmens i comprovar-ne les prediccions teòriques. Encara que teoria i experiment són desenvolupats independentment, depenen en gran manera l'un de l'altre. El progrés en física sovint ve quan els experimentadors fan un descobriment que les teories existents no poden explicar, i en calen aleshores noves teories. De manera similar, idees sorgides de la teoria sovint inspiren nous experiments. En absència d'experiment, la investigació teòrica pot anar en direcció equivocada. Aquesta és una de les crítiques que ha estat dirigida a la teoria de cordes, una popular teoria en la física d'altes energies per a la qual encara no s'ha ideat cap prova experimental.

## Diferències de la física elemental
Al segle xvi, Galileu fou pioner en l'ús d'experiències per a validar les teories de la física. Es va interessar pel moviment dels astres i dels cossos. Utilitzant instruments com el pla inclinat, va descobrir la llei de la inèrcia de la dinàmica, i amb l'ús d'un dels primers telescopis es va observar que Júpiter tenia satèl·lits girant al seu voltant, i les taques del Sol. Aquestes observacions demostraven el model heliocèntric de Nicolau Copèrnic i el fet que els cossos celestes no són perfectes ni immutables. En la mateixa època, les observacions de Tycho Brahe i els càlculs de Johannes Kepler van permetre establir les lleis que governen el moviment dels planetes del sistema solar.
L'any 1687, Newton publica els Principis matemàtics de la natura (Philosophiae Naturalis Principia Mathematica), una obra en la qual es descriuen les lleis clàssiques de la dinàmica conegudes com a lleis de Newton, i la llei de la gravitació universal de Newton. El primer grup de lleis permetia explicar la dinàmica dels cossos i fer-ne prediccions del moviment i equilibri; la segona llei permetia demostrar les lleis de Kepler del moviment dels planetes i explicar la gravetat terrestre (d'aquí el nom de gravetat universal). En aquesta època, es posa de manifest un dels principis bàsics de la física: les lleis de la física són les mateixes en qualsevol punt de l'univers. El desenvolupament per Newton i Leibniz del càlcul matemàtic proporcionà eines matemàtiques per al desenvolupament de la física com a ciència capaç de fer prediccions. En aquesta època, van desenvolupar els seus treballs físics Robert Hooke i Christian Huygens, estudiant les propietats bàsiques de la matèria i la llum.
A finals del segle xvii, la física comença a influir en el desenvolupament tecnològic i permet, al seu torn, un avanç més ràpid de la mateixa física.
El desenvolupament instrumental (telescopis, microscopis i altres eines) i el desenvolupament de proves cada vegada més sofisticades van permetre obtenir grans èxits com la mesura de la massa de la Terra i l'experiment de la balança de torsió.
També apareixen les primeres societats científiques com la Reial Societat a Londres l'any 1660 i l'Acadèmia de ciències a París l'any 1666, com a eines de comunicació i intercanvi científic; hi tingueren en els primers temps de les dues societats un paper preeminent les ciències físiques.

Portades de dues obres cabdals de la Revolució científica
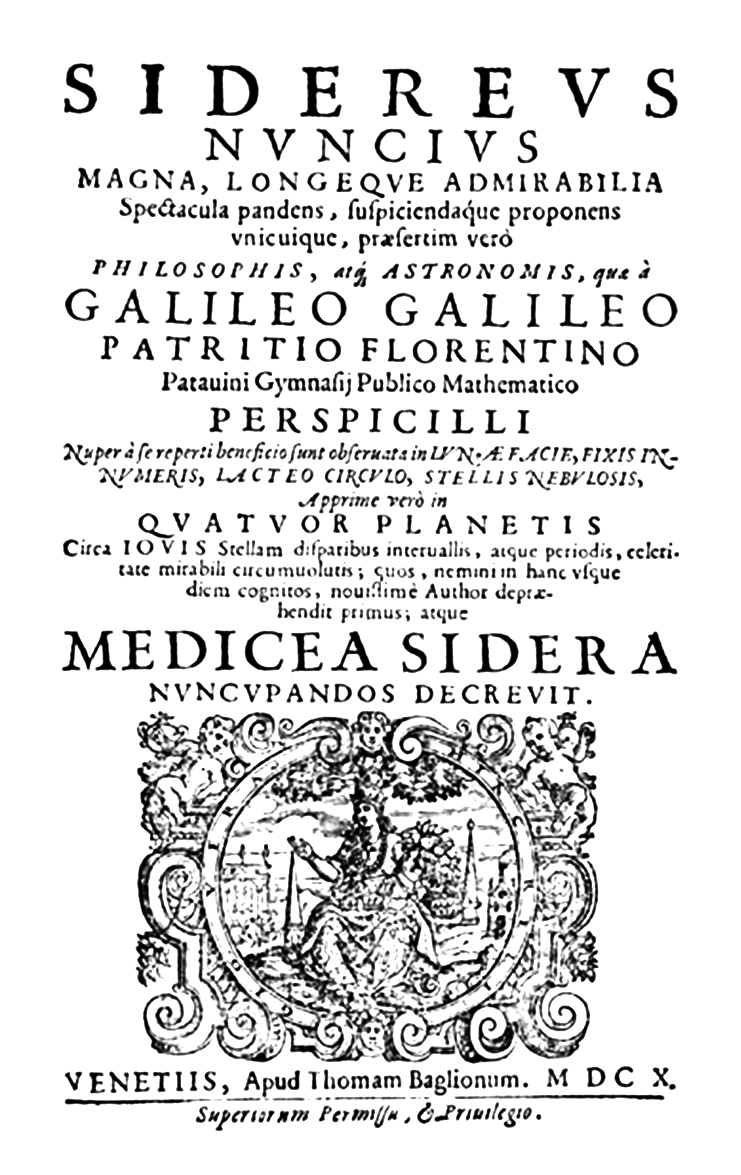
Sidereus Nuncius , Galilei, 1610
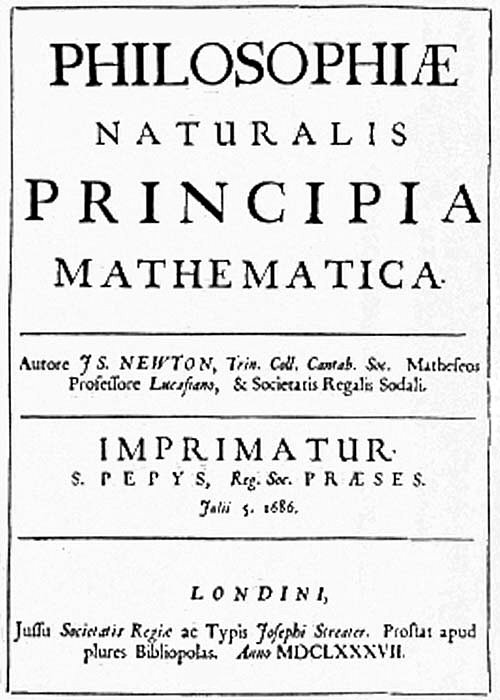
Philosophiae Naturalis Principia Mathematica , Newton, 1610

## El segle XVIII: termodinàmica i òptica
A partir del segle xvii, Edme Mariotte, Boyle, Alessandro Volta, John Dalton, Amedeo Avogadro i Joseph-Louis Gay-Lussac van desenvolupar la física dels gasos i la termodinàmica. L'any 1733, Bernoulli emprà arguments estadístics, juntament amb la mecànica clàssica, per a extreure resultats de la termodinàmica, iniciant la mecànica estadística. L'any 1798, Thompson va demostrar la conversió del treball mecànic en calor i el 1847 Joule formula la llei de conservació de l'energia.
En el camp de l'òptica, el segle comença amb la teoria corpuscular de la llum de Newton exposada en la seva famosa obra Opticks. Encara que les lleis bàsiques de l'òptica geomètrica havien estat descobertes algunes dècades abans, el segle xviii fou ric en avenços tècnics en aquest camp produint les primeres lents acromàtiques, mesurant per primera vegada la velocitat de la llum i descobrint la naturalesa espectral lumínica. El segle conclou amb el cèlebre experiment de Young de 1801, en el qual es posava de manifest la interferència de la llum, demostrant la seva naturalesa ondulatòria.

## El segle XIX: electromagnetisme i estructura atòmica
La investigació física de la primera meitat del segle xix va estar dominada per l'estudi dels fenòmens d'electricitat i magnetisme. Coulomb, Luigi Galvani, Faraday, Ohm i molts altres físics famosos estudiaren els fenòmens dispars i contraintuïtius que s'associen a aquest camp. L'any 1855, Maxwell unifica les lleis conegudes sobre el comportament de l'electricitat i el magnetisme en una sola teoria amb un marc matemàtic comú, mostrant la naturalesa unida de l'electromagnetisme. Els treballs de Maxwell en electromagnetisme es consideren sovint equiparables als descobriments de Newton sobre la gravitació universal i es resumeixen amb les conegudes equacions de Maxwell, un conjunt de quatre equacions capaç de predir i explicar tots els fenòmens electromagnètics clàssics. Una de les prediccions d'aquesta teoria era que la llum és una ona electromagnètica. Aquest descobriment de Maxwell proporcionaria la possibilitat del desenvolupament de la ràdio (comunicacions) unes dècades més tard per Heinrich Hertz l'any 1888.
L'any 1895, Roentgen va descobrir els raigs X, ones electromagnètiques de freqüències molt altes. Gairebé simultàniament, Henri Becquerel descobria la radioactivitat l'any 1896. Aquest camp es desenvolupa ràpidament amb els treballs posteriors de Pierre Curie, Marie Curie i molts d'altres, i donà inici a la física nuclear i al començament de l'estructura microscòpica de la matèria.
L'any 1897, Thomson va descobrir l'electró, la partícula elemental que transporta el corrent en els circuits elèctrics, i proposa l'any 1904 un primer model simplificat de l'àtom.

## El segle XX: la segona revolució de la física
Veure Cronologia de la física de partícules.
El segle xx va estar marcat pel desenvolupament de la física com a ciència capaç de promoure el desenvolupament tecnològic. A principis d'aquest segle, els físics consideraven tenir una visió gairebé completa de la natura. No obstant això, aviat es van produir dues revolucions conceptuals de gran importància: el desenvolupament de la teoria de la relativitat i el començament de la mecànica quàntica.
L'any 1905, Albert Einstein formula la teoria de la relativitat especial, en la qual l'espai i el temps s'unifiquen en una sola entitat, l'espaitemps. La relativitat formula equacions diferents per a la transformació de moviments quan s'observen des de diferents sistemes de referència inercials a aquells donats per la mecànica clàssica. Les dues teories coincideixen a velocitats petites en relació amb la velocitat de la llum. L'any 1915, es va estendre la teoria especial de la relativitat per a explicar la gravetat, formulant la teoria general de la relativitat, la qual substitueix la llei de la gravitació de Newton.
L'any 1911, Rutherford va deduir l'existència d'un nucli atòmic carregat positivament a partir d'experiències de dispersió de partícules. Als components de càrrega positiva d'aquest nucli se'ls va anomenar protons. Els neutrons, que també formen part del nucli però no tenen càrrega elèctrica, els va descobrir Chadwick l'any 1932.
En els primers anys del segle xx, Planck, Einstein, Bohr i d'altres van desenvolupar la teoria quàntica per tal d'explicar resultats experimentals anòmals sobre la radiació dels cossos. En aquesta teoria, els nivells possibles d'energia passen a ser discrets. L'any 1925, Heisenberg i el 1926 Schrödinger i Dirac formularen la mecànica quàntica, en la qual expliquen les teories quàntiques precedents. En la mecànica quàntica, els resultats de les mesures físiques són probabilístics; la teoria quàntica descriu el càlcul d'aquestes probabilitats.
La mecànica quàntica subministra les eines teòriques per a la física de la matèria condensada, la qual estudia el comportament dels sòlids i els líquids, incloent-hi fenòmens com ara l'estructura cristal·lina, semiconductivitat i superconductivitat. Entre els pioners de la física de la matèria condensada, s'inclou Bloch, que desenvolupà una descripció mecanicoquàntica del comportament dels electrons en les estructures de cristall (1928).
La teoria quàntica de camps es va formular per estendre la mecànica quàntica de manera consistent amb la teoria especial de la relativitat. Va arribar la seva forma moderna a la fi dels 1940 gràcies al treball de Feynman, Schwinger, Tomonaga i Dyson. Ells formulen la teoria de l'electrodinàmica quàntica, en la qual es descriu la interacció electromagnètica.
La teoria quàntica de camps subministrà les bases per al desenvolupament de la física de partícules, la qual estudia les forces fonamentals i les partícules elementals. L'any 1954, Yang i Mills van desenvolupar les bases del model estàndard de física de partícules. Aquest model es va completar en la dècada de 1970 i s'hi descriuen gairebé totes les partícules elementals observades.

## La física del segle XXI
La física continua enfrontant-se a grans reptes, tant de caràcter pràctic com teòric, al començament del segle XXI. L'estudi dels sistemes complexos dominats per sistemes d'equacions no lineals, tal com la meteorologia o les propietats quàntiques dels materials que han possibilitat el desenvolupament de nous materials amb propietats sorprenents. A nivell teòric, l'astrofísica ofereix una visió del món amb nombroses preguntes obertes en tots els seus fronts, des de la cosmologia fins a la formació planetària. La física teòrica continua els seus intents de trobar una teoria física capaç d'unificar totes les forces en un únic formulisme, en el que seria una teoria del tot. Entre les teories candidates n'hem de citar la teoria de supercordes.